# Phaedrotoma seiunctus
Phaedrotoma seiunctus är en stekelart som först beskrevs av Fischer 1959.  Phaedrotoma seiunctus ingår i släktet Phaedrotoma och familjen bracksteklar. Inga underarter finns listade i Catalogue of Life.